# Agudas Chasidei Chabad
Agudas Chasidei Chabad (en hebreu: אגודת חסידי חב"ד) és una organització paraigua del moviment mundial Habad Lubavitx. Administra les tres organitzacions centrals de Habad Lubavitx: el Fons per al Desenvolupament Machneh Israel, Merkos L'Inyonei Chinuch, i la Societat de Publicacions Kehot. El president del Comitè Executiu és el rabí Abraham Shemtov.

## Història
Agudas Chasidei Chabad va ser fundada pel sisè Rebe de Lubavitx, el Rabí Iosef Itzjak Schneerson el 1923. El 1940, a la seva arribada als Estats Units, va assumir el càrrec de president i el 1941, a l'arribada del seu gendre, el rabí Menachem Mendel Schneerson, el va nomenar director executiu.
El seu propòsit inicial era "unificar als seguidors hassídics de Habad; establir ordenances en cada sinagoga de Habad sobre l'estudi comunal de la jasidut, establir cheders per a nens, amb mestres temorosos de Déu. Per establir yeshivot perquè els estudiants poguin aprendre i expandir l'ensenyament de la Torà, i per recolzar a les organitzacions fundades pels anteriors Rebes de Habad.
Després de la mort del rabí Iosef Itzjak Schneerson el 1950, el seu gendre, el rabí Menachem Mendel Schneerson el va succeir com a president d'Agudas Chasidei Chabad. Des d'aleshores, Agudas Chasidei Chabad ha servit com a organització paraigua del moviment Habad Lubavitx. El 1984, el Rebe Schneerson va seleccionar a diverses persones noves per servir a la junta. En març de 1990, els documents van ser modificats una vegada més, i el Rabí Schneerson va seleccionar a un total de 22 individus per servir com a membres de la junta directiva de l'organització.

## Propietat del 770 d'Eastern Parkway
En 2010, un jutge de Nova York va fallar a favor d'Agudas Chasidei Chabad, en decidir sobre una disputa de propietat entre l'organització i els Gabayim de la sinagoga situada en el número 770 de l'Avinguda Eastern Parkway. El tribunal va ordenar als Gabayim que lliuressin a Agudas Chasidei Chabad la possessió dels locals del 770 de l'Avinguda Eastern Parkway.

## Biblioteca d'Agudas Chasidei Chabad
Durant la Segona Guerra Mundial, el rabí Iosef Itzjak va ser forçat a fugir de la URSS i va marxar a Polònia. El govern soviètic li va donar permís per portar amb ell molts dels seus textos religiosos de la seva biblioteca. Al març de 1940, el rabí Iosef Itzjak va aconseguir escapar d'Europa cap als Estats Units, però es va veure obligat a abandonar la seva biblioteca. En la dècada de 1970, molts dels textos van ser recuperats a Polònia i retornats a Habad. Actualment, el bibliotecari en cap és el rabí Shalom Dovber Levine, i la biblioteca d'Agudas Chasidei Chabad conté més de 250.000 llibres.